# Краљевина Некор
Емират Некор или Краљевина Некор је била муслиманска држава у данашњем Мароку, која је постојала у периоду од 710. до 1019. године. 

## Историја
Краљевство Некор основао је Салих I бин Мансур, арапски вођа јерменског порекла, који је за оснивање добио дозволу од умајадског калифа. Циљ је био створити државну творевину која би се супротставила локалним берберским племенима у Мароку. Главни град Некора био је Темсамана. Умрзо након оснивања емирата, Бербери су га напали и прогнали Салиха. Он се након неколико година враћа и оснива династију Салеида (Бану Сали), која ће управљати државом до 1019. године. У 8. веку, престоница је пренета у Некор. Године 859. флота од 62 мала викиншка брода напала је Некор и поразила муслиманске снаге које су сузбијале викиншке пљачке у овој области. Након што су провели осам дана на Рифи, Викинзи су наставили свој пут преко Средоземља, нападајући шпанске обале. Некор је и коначно освојен од стране Алморавида. 